# Astacopsis
Astacopsis (лат.) — род раков, эндемичный для острова Тасмания. Есть три ныне живущих вида: Astacopsis gouldi, Astacopsis franklinii и Astacopsis tricornis. Всем угрожает незаконная добыча. A. gouldi находится под защитой закона. A. franklinii встречается в восточной половине острова, а A. tricornis обитает на западе. A. gouldi встречается только в реках, впадающих в Бассов пролив, за исключением реки Теймар.
Три вида были названы натуралистом Эллен Кларк в 1936 году. До пересмотра Кларк все три вида были известны под общим названием Astacopsis franklinii. Самое известное изображение раков рода Astacopsis находится в «Sketchbook of fishes» осужденного художника Уильяма Бьюлоу Гулда, нарисованном в исправительном учреждении Маккуори-Харбор около 1832 года. Основано на месте наблюдения и морфологии на изображении видно, что образец, нарисованный Гулдом, принадлежал к виду A. tricornis.

## Виды
- Astacopsis gouldi
- Astacopsis franklinii
- Astacopsis tricornis